# The Big Thing (película de 2000)
The Big Thing es una película de comedia de 2000, dirigida por Aleks Horvat, que a su vez la escribió, musicalizada por Chris Anderson, a cargo de la fotografía estuvo David Safian, el elenco está integrado por Bryan Cranston (interpreta a Roberto Montalban), Alexandra Boyd y Van Quattro, entre otros. El filme fue realizado por K.M. Productions Inc.

## Sinopsis
Situaciones disparatadas producen un jugueteo divertido en el momento que una pareja de hippies aparecen una semana después al casamiento de Roberto y Canada Montalbán.